# Kerstster (religie)

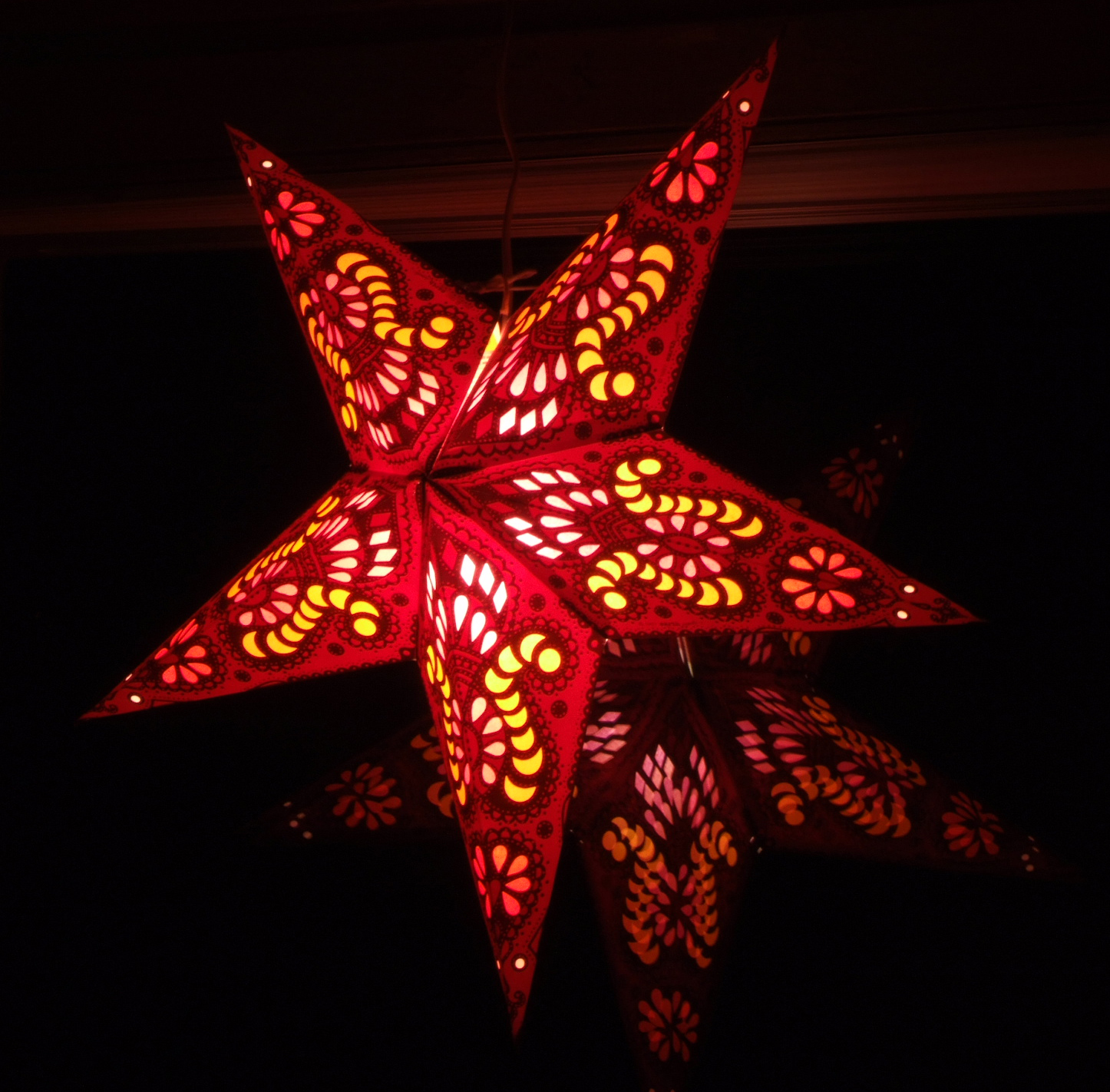
Kerstdecoratie

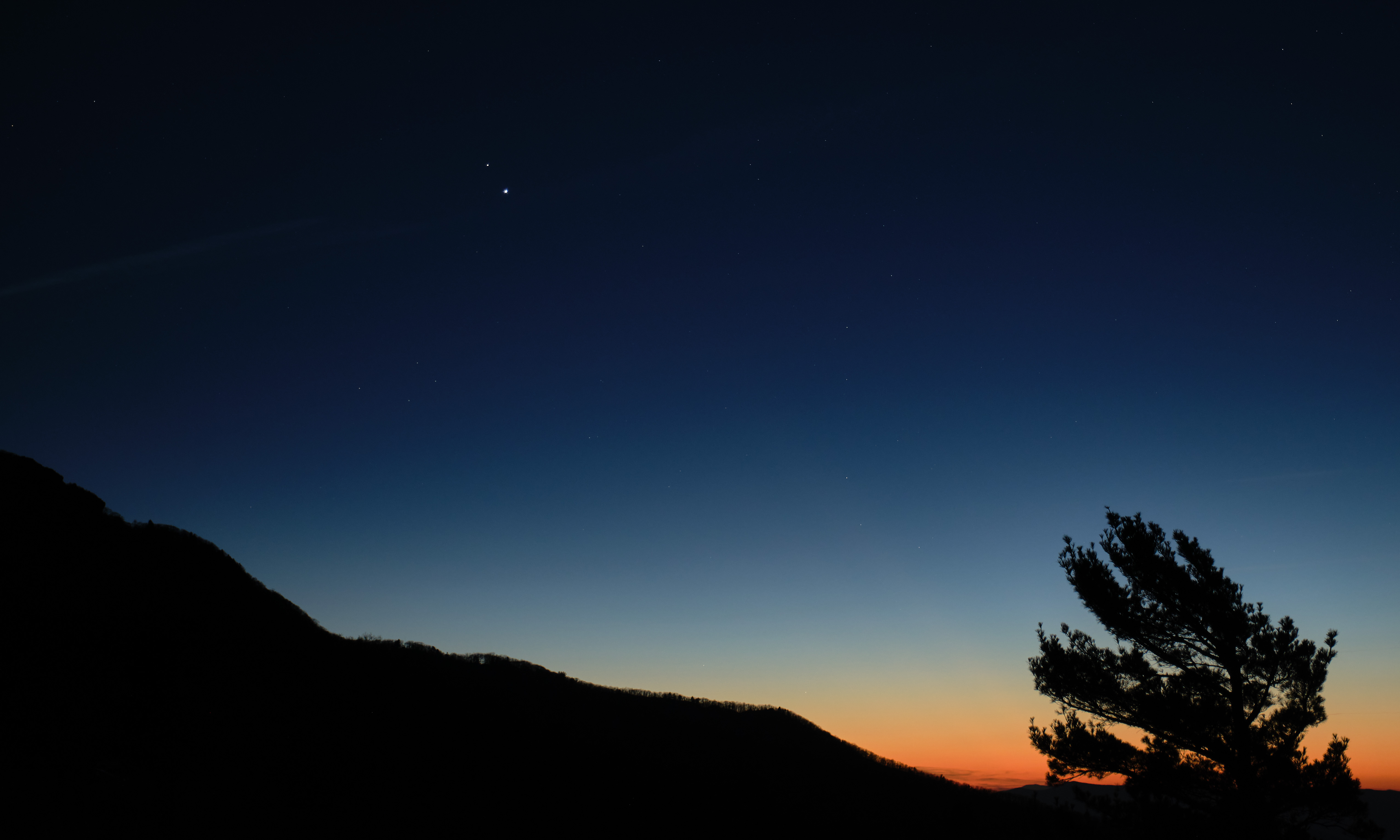
Volgens Kepler was de samenstand van Jupiter en Saturnus in 7 v. Chr. de ster van Betlehem

De kerstster of de ster van Bethlehem is rechtstreeks terug te voeren op het kerstverhaal, zoals dat in het evangelie volgens Matteüs wordt beschreven. De ster van Bethlehem gaf de plaats aan waar de Koning der Joden geboren zou zijn. De wijzen uit het oosten zouden volgens Matteüs deze ster volgen om via koning Herodes het kindje Jezus te bezoeken en deze geboorteplaats vervolgens te openbaren aan Herodes.
De wijzen gingen echter niet terug naar Herodes, die vervolgens de opdracht gaf tot de Kindermoord van Bethlehem opdat de geprofeteerde Messias hierbij zou omkomen.
In de Romeinse iconografie werden sterren ook gebruikt om kometen te verbeelden die een goddelijke status en een nieuwe, betere tijd van hoop aankondigen. Zo werd de komeet, die werd geduid als Caesars ziel in de hemel, de ster van Julius genoemd, oftewel sidus Iulium zoals die ook voorkomt in het zonnerad.

## Voetnoten
1. ↑  (en) A. J. Sachs & C. B. F. Walker (1984) Kepler's View of the Star of Bethlehem and the Babylonian Almanac for 7/6 B.C., Iraq , Spring, 1984, Vol. 46, No. 1 (Spring, 1984), pp. 43-55 pdf